# Нехаевский, Аркадий Петрович
Аркадий Петрович Нехаевский (укр. Аркадій Петрович Нехаєвський; 21 июня 1934, Чернигов, Черниговская область, Украинская ССР, СССР — 26 мая 2011) — советский украинский партийный и государственный деятель. Первый секретарь Винницкого обкома КП Украины (1988—1991).

## Биография
Родился в 1934 году в городе Чернигове в семье служащего. Украинец.
Трудовую деятельность начал после окончания Днепропетровского металлургического института в 1956 году мастером-руководителем Ровенского литейного цеха литейно-механического завода. С 1956 года работал мастером литейного цеха Винницкого агрегатного завода.
В 1958—1960 г. — оперуполномоченный КГБ при Совете Министров УССР по Винницкой области.
Член КПСС с 1959 года.
С 1960 года — инженер-конструктор Винницкого электротехнического завода.
С 1962 года — инструктор промышленно-транспортного отдела Винницкого городского комитета КПУ, с 1963 года — инспектор Винницкого городского комитета народного контроля, с 1967 года — заведующий промышленно-транспортным отделом Винницкого городского комитета КПУ.
В 1970—1972 г. — заместитель председателя исполнительного комитета Винницкого городского Совета депутатов трудящихся.
В 1972—1974 г. — 1-й секретарь Ленинского районного комитета КПУ города Винницы.
В 1974—1979 г. — 1-й секретарь Винницкого городского комитета КПУ.
В 1976 году окончил Заочную Высшую партийную школу при ЦК КПСС.
С августа 1979 года — секретарь, с марта 1983 года — 2-й секретарь, с ноября 1988 года до августа 1991 — 1-й секретарь Винницкого областного комитета КПУ.
В апреле 1990—1991 г. — председатель Винницкого областного совета народных депутатов.
Избирался делегатом XXV и XVII съездов КПСС, XIX Всесоюзной партконференции. Член Президиума Верховного Совета УССР, депутат областного Совета народных депутатов. Депутат Верховного Совета УССР XI созыва. Член ЦК КПУ в 1986—1991 г. Член ЦК КПСС в 1990—1991 г. Народный депутат СССР в 1989—1991 г.
Прощание состоялось в Винницкой филармонии 26 мая 2011 года.

## Награды
- два ордена Трудового Красного Знамени
- орден Дружбы народов
- Почётная грамота Президиума Верховного Совета УССР
- орден Дружбы народов Демократической республики Афганистан.